# Denver Nuggets 1949-1950
La stagione 1949-50 dei Denver Nuggets fu la 1ª e unica nella NBA per la franchigia.
I Denver Nuggets arrivarono sesti nella Western Division con un record di 25-43, non qualificandosi per i play-off.

## Roster
| N°    | Naz.                   | Ruolo | Sportivo        | Anno | Alt. | Peso |
| ----- | ---------------------- | ----- | --------------- | ---- | ---- | ---- |
|       | Stati Uniti (bandiera) | AC    | Jake Carter     | 1924 | 193  | 88   |
|       | Stati Uniti (bandiera) | G     | Bill Herman     | 1924 | 191  | 77   |
| 20    | Stati Uniti (bandiera) | A     | Bob Brown       | 1923 | 193  | 93   |
| 21    | Stati Uniti (bandiera) | GA    | Al Guokas       | 1925 | 196  | 91   |
| 22    | Stati Uniti (bandiera) | A     | Ed Bartels      | 1925 | 196  | 88   |
| 23    | Stati Uniti (bandiera) | G     | Bob Royer       | 1922 | 178  | 70   |
| 24    | Stati Uniti (bandiera) | GA    | Duane Klueh     | 1926 | 191  | 79   |
| 25    | Stati Uniti (bandiera) | G     | Jimmy Darden    | 1922 | 185  | 77   |
| 27    | Stati Uniti (bandiera) | G     | Kenny Sailors   | 1921 | 178  | 79   |
| 28    | Stati Uniti (bandiera) | AC    | Jack Cotton     | 1924 | 201  | 91   |
| 29-30 | Stati Uniti (bandiera) | C     | Jim Browne      | 1930 | 208  | 107  |
| 29    | Stati Uniti (bandiera) | AC    | Jack Toomay     | 1922 | 198  | 98   |
| 29    | Stati Uniti (bandiera) | AC    | Floyd Volker    | 1921 | 193  | 93   |
| 30    | Stati Uniti (bandiera) | GA    | Dillard Crocker | 1925 | 193  | 93   |
| 31    | Stati Uniti (bandiera) | A     | Earl Dodd       | 1924 | 196  | 79   |

## Staff tecnico
- Allenatore: Jimmy Darden